# Märit Huldt
Märit Sonja Helena Huldt, född Berg, känd under signaturen Hiram, född 21 januari 1912 i Matteus församling i Stockholm, död 13 januari 2006 på Lidingö, var en välkänd svensk matskribent och kokboksförfattare.

## Biografi
Märit Huldt växte upp i Stocksund, som dotter till redaktör Gustaf Berg och Aina Wistrand.  Hon utbildade sig till konstnär vid Konsthögskolan i Stockholm. Efter att ha vunnit en matpristävling blev hon 1955 matskribent i Svenska Dagbladet, där hon sedan var anställd fram till 1980. Under signaturen Hiram utövade hon under de följande 25 åren stort inflytande över matlagningen i de svenska hemmen. Hiram illustrerade även själv sina artiklar med finurliga teckningar. Hon drog sig tillbaka 1980. Signaturen valde hon efter namnet på en av familjens hundar, som i sin tur fått sitt namn efter kungen i Tyros, omnämnd i Andra Samuelsboken 5:11.
Hiram utgav många kokböcker som trycktes i många och stora upplagor. År 1983 invaldes hon, som första kvinna, i Gastronomiska akademien (tallrik 13). Hon var sedan 1977 medlem i Lilla Sällskapet. År 2002 gav Posten ut ett frimärke med hennes porträtt.
Hon var från 1937 gift med arkitekten Åke Huldt, och blev mor till inredningsarkitekten Johan Huldt. Märit Huldt är gravsatt i minneslunden på Lidingö kyrkogård.